# لاري غوتز
لاري غوتز (بالإنجليزية: Larry Goetz)‏ هو لاعب كرة قاعدة أمريكي، ولد في 15 فبراير 1895 في سينسيناتي في الولايات المتحدة، وتوفي بنفس المكان في 31 أكتوبر 1962.